# Alcide (1743)
Pour les articles homonymes, voir Alcide.
L’Alcide était un vaisseau de ligne à deux ponts portant 64 canons. Il fut construit par Blaise Olivier à Brest à partir de 1742 et lancé en 1743. Il participa à plusieurs missions dans l’Atlantique et dans l’Océan Indien pendant la guerre de Succession d'Autriche. Il fut capturé par la Royal Navy en 1755, au début de la guerre de Sept Ans, lors d'une mission à destination du Canada. Intégré à la marine anglaise, il fut engagé dans diverses opérations contre les possessions françaises et espagnoles outre-mer et termina sa carrière en 1772.

## Caractéristiques générales
L’Alcide était un bâtiment moyennement artillé mis sur cale selon les normes définies dans les années 1730-1740 par les constructeurs français pour obtenir un bon rapport coût/manœuvrabilité/armement afin de pouvoir tenir tête à la marine anglaise qui disposait de beaucoup plus de navires. Il faisait partie de la catégorie de vaisseaux dite de « 64 canons » dont le premier exemplaire avait été lancé en 1735 et qui fut suivi par plusieurs dizaines d’autres jusqu’à la fin des années 1770, époque où ils furent définitivement surclassés par les « 74 canons. »
Comme pour tous les vaisseaux de guerre de l’époque, sa coque était en chêne, son gréement en pin, ses voiles et cordages en chanvre. Il était moins puissant que les vaisseaux de 74 canons car outre qu'il emportait moins d'artillerie, celle-ci était aussi pour partie de plus faible calibre, soit :
- vingt-six canons de 24 livres sur sa première batterie percée à treize sabords,
- vingt-huit canons de 12 sur sa deuxième batterie percée à quatorze,
- dix canons de 6 sur ses gaillards[1].

Cette artillerie correspondait à l’armement habituel des 64 canons. Elle était en fer. Lorsqu'elle tirait, elle pouvait délivrer une bordée pesant 540 livres (soit à peu près 265 kg) et le double si le vaisseau faisait feu simultanément sur les deux bords. Chaque canon disposait en réserve d’à peu près 50 à 60 boulets, sans compter les boulets ramés et les grappes de mitraille.
Pour nourrir les centaines d’hommes qui composaient son équipage, c’était aussi un gros transporteur qui devait, selon les normes du temps, avoir pour deux à trois mois d'autonomie en eau douce et cinq à six mois pour la nourriture. C'est ainsi qu'il embarquait des dizaines de tonnes d’eau, de vin, d’huile, de vinaigre, de farine, de biscuit, de fromage, de viande et de poisson salé, de fruits et de légumes secs, de condiments, de fromage, et même du bétail sur pied destiné à être abattu au fur et à mesure de la campagne.

## La carrière du vaisseau

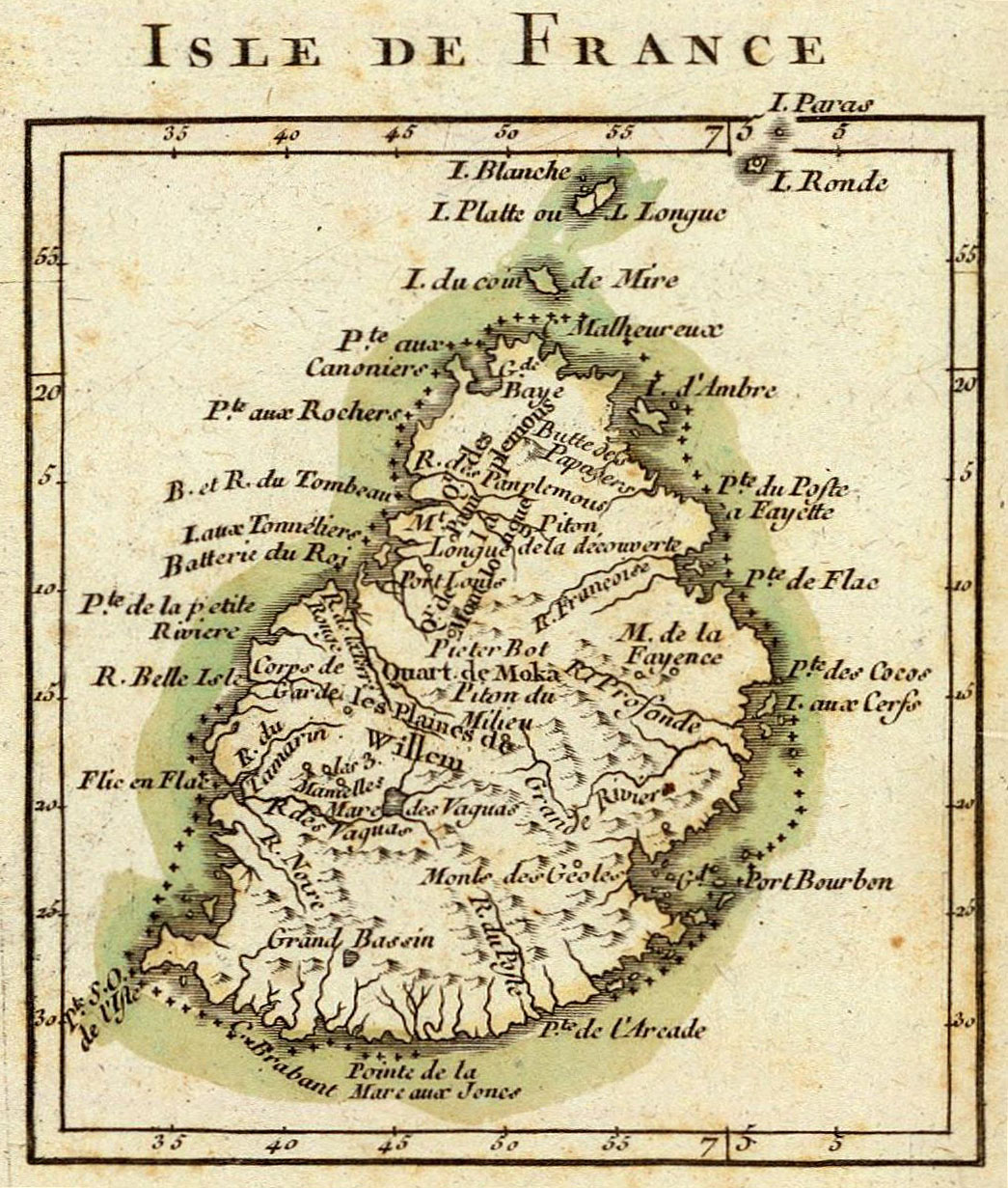
L’île de France, à l’époque où y séjourna l’Alcide en 1748 - 1749.

### Guerre de Succession d’Autriche

#### Missions dans l’Atlantique (1745 - 1746)
L’Alcide entra en service au moment où reprenait la guerre entre la France et l’Angleterre. Sa présence n’est pas signalée dans les opérations de l’année 1745. Au printemps 1746, il intégra l’escadre qui se rassemblait à l’île d’Aix sous les ordres du duc d’Anville. Elle se composait de dix vaisseaux de ligne, trois frégates, trois bombardes, plus de soixante navires de transport et un corps de débarquement de 3 500 soldats. Sa mission était de reprendre Louisbourg, sur de l’île Royale qui était tombée entre les mains des Anglo-américains l’année précédente. L’Alcide, était commandé par Monsieur de Crenay.
L’escadre appareilla le 22 juin 1746, mais à partir des Açores elle rencontra des vents contraires qui ralentirent considérablement la traversée. L’attente ayant déjà été fort longue à l’île d’Aix, une partie des vivres s’était détériorée et beaucoup d’hommes étaient déjà malades avant le départ. Au fil du voyage, les équipages furent progressivement dévorés par le typhus et le scorbut. Lorsqu'enfin l’expédition arriva devant l’île Royale vers le 15 septembre, un terrible ouragan dispersa escorteurs et transporteurs. Après plusieurs jours d’errance, l’Alcide reçut l’ordre d’accompagner jusqu’aux Antilles le Mars de 64 canons qui avait beaucoup souffert de la tempête et qui faisait un pied d’eau à l’heure. En compagnie d’un transporteur chargé de biscuit, le Raphael, les deux vaisseaux de ligne trouvèrent refuge à la Martinique. Reprenant la route de la métropole presque aussitôt, l’Alcide arriva à Brest avec le transporteur le 2 novembre. Ils avaient aussi réussi à tromper le blocus anglais, ce qui ne fut pas le cas de tous les autres navires, après le constat de l’échec complet de l’expédition.
L’Alcide repartit en campagne presque aussitôt. Avec un nouveau commandant, le comte de Kersaint, il fut chargé de participer à une mission de protection du commerce dans la petite division de Dubois de La Motte qui escortait un gros convoi pour les Antilles. Cette mission donna lieu à plusieurs combats. Entre la Martinique et Saint-Domingue, il fut attaqué par les forces du commodore Digby Dent mais réussit à lui tenir tête. Le 8 décembre 1746, il arrivait au Cap sans avoir perdu un bâtiment. Le 1er avril 1747, toujours dans la division de Dubois de La Motte, l’Alcide appareillait pour escorter un petit convoi du Cap Français au Petit-Goave. C’est alors qu’il fut attaqué le 5 avril par les trois vaisseaux de Digby Dent. Après un combat de plus de quatre heures, les assaillants furent repoussés, mais l’Alcide fut gravement endommagé dans ses agrès. Le 2 mai, la division reprit la direction de la France, avec un convoi de plus de cent soixante voiles marchandes. Le 20 juin, en vue des côtes de France, elle tomba sur l’escadre de neuf vaisseaux du commodore Fox. Le déséquilibre des forces ne permit pas d’engager le combat pour sauver le convoi : l’Alcide et les deux autres vaisseaux réussirent à gagner Brest, mais les Anglais capturèrent plus de quarante navires.

#### Mission dans l’Océan Indien (1747 - 1749)
Kersaint, qui avait fait la preuve de ses excellentes qualités de marin, garda le commandement de l’Alcide en 1747. Il fut chargé, sous les ordres du chef d’escadre Albert du Chesne, d’escorter un petit convoi de renforts à destination des Indes orientales. Cette force se composait de trois vaisseaux et d’une frégate. L’Alcide, avec ses 64 canons était le deuxième bâtiment le mieux armé. Elle appareilla de Brest le 24 janvier 1748, mais se dispersa peu après en raison de la brume et d’un gros coup de vent. Albert du Chesne, isolé sur son vaisseau endommagé fut capturé en tentant de revenir sur Brest, ce qui fit de l’Alcide le navire amiral de ce qui restait de l’expédition, qui, en ordre dispersée, marchait vers l’Océan Indien.
Le 28 juin 1748 l’Alcide arriva à l’île de France. Il participa à la défense de l’île qui fut attaquée, le 4 juillet par les forces d’Edward Boscawen. Port-Louis étant solidement fortifiée, les Anglais levèrent le siège au bout de quelques jours, ce qui permit à Kersaint d’être rejoint par les navires de son convoi puis de relever Bouvet de Lozier qui rentrait de Madras où il venait de ravitailler les troupes de Dupleix. Rassemblant toutes les forces disponibles, Kersaint reprit la mer en janvier 1749 sur l’Alcide à la tête d’une escadre mixte (Marine royale/Compagnie des Indes) de sept navires. Le 9 février 1749, il jetait l’ancre devant Pondichéry en position de force après l’échec anglais contre la ville. Mais l’arrivée de la nouvelle de la paix, conclue quelques mois plus tôt en Europe, mit fin aux opérations. L’Alcide rentra sur Brest à la fin de 1749 ou au début de 1750.

### Guerre de Sept Ans

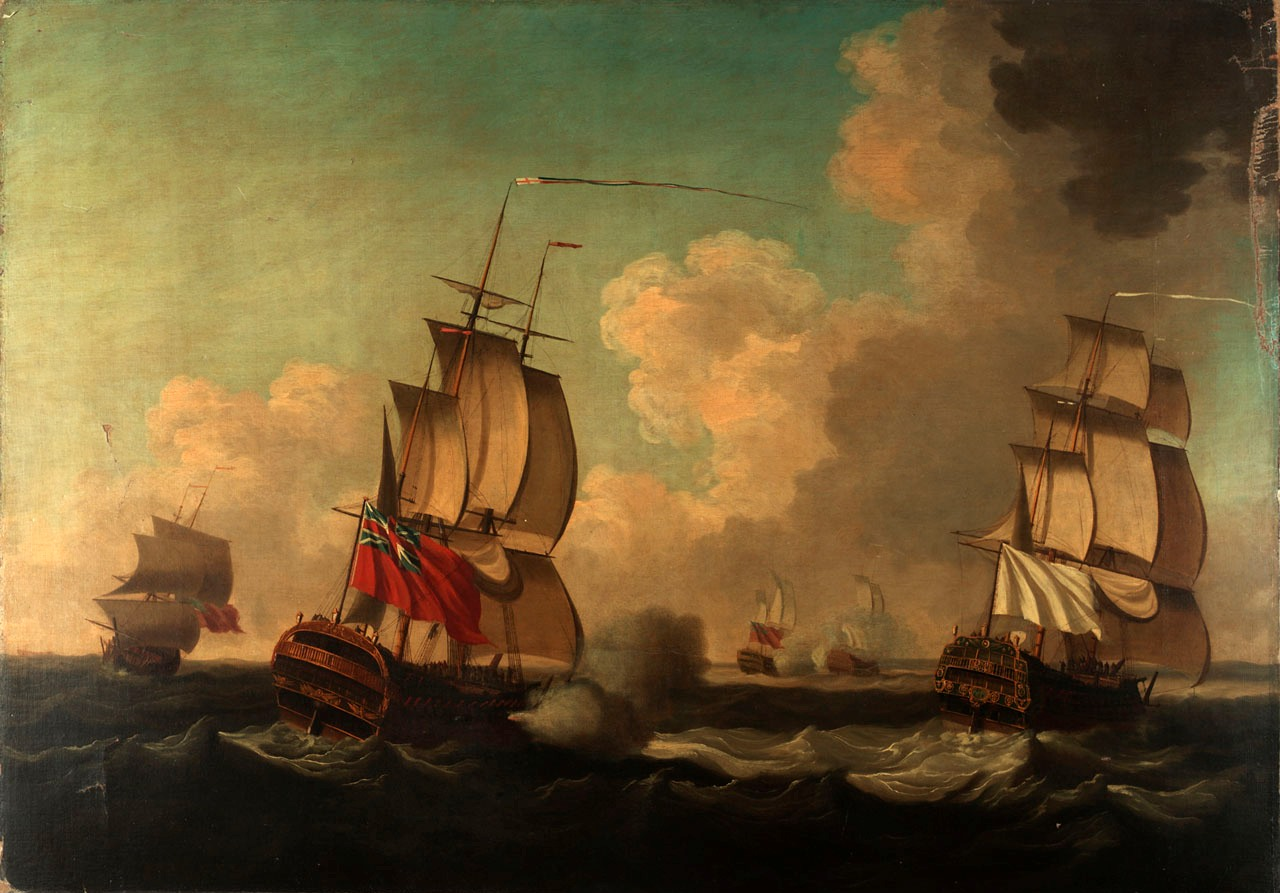
La capture de l’Alcide et du Lys en 1755, au large de Terre-Neuve.

#### La perte du vaisseau au large de Terre-Neuve (1755)
Comme la plupart des vaisseaux français en temps de paix, il fut désarmé et laissé à quai. En 1753, 10 ans après son lancement, il subit une importante refonte à Brest. En 1754, la guerre entre la France et l’Angleterre menaçait à nouveau en raison des tensions coloniales en Amérique du Nord. Début 1755, l’Alcide fut réarmé et reçut comme commandant Hocquart de Blincourt, seigneur de Serville. Le vaisseau fut intégré à l’escadre de dix-huit voiles aux ordres de Dubois de La Motte : trois vaisseaux de ligne escorteurs, onze vaisseaux de ligne armés en flûte (transporteurs) et quatre frégates. Sa mission était de convoyer 3 000 hommes de troupes à destination du Canada, lesquels étaient embarqués pour l'essentiel sur les onze vaisseaux réduits en flûte. Le 8 juin, l’Alcide, qui faisait partie des escorteurs, fut attaqué avec le Lys le long de la côte de Terre-Neuve par la flotte du vice-amiral Boscawen qui avait reçu l’ordre d’intercepter le convoi français.
Comme la France et l'Angleterre étaient encore officiellement en paix, le bâtiment, qui avait été séparé du reste de l'escadre par le brouillard en compagnie du Lys et du Dauphin royal, se laissa approcher par les vaisseaux anglais. « Sommes-nous en paix ? » demanda par porte-voix le commandant de l’Alcide au HMS Dunkirk (60 canons). « La paix, la paix » répondit le commandant anglais avant d'ordonner de faire feu. Ce tir à bout-portant tua plusieurs dizaines d'hommes et détruisit le gouvernail de l’Alcide. Malgré cela, le navire opposa une résistance acharnée et ne se rendit qu'au bout de plusieurs heures aux cinq vaisseaux qui le cernaient. Le Lys, plus faiblement artillé car armé en flûte partageait le même sort. Mais le troisième bâtiment, le Dauphin royal avait réussi à s'enfuir, ce qui réduisait fortement le succès de cette interception anglaise puisque seize bâtiments sur dix-huit étaient passés. L’Alcide est l'un des trente-sept vaisseaux perdus par la France pendant la guerre de Sept Ans.

#### Le service dans laRoyal Navy(1755 - 1772)

Profil de l’Alcide dressé en Angleterre au moment de son intégration dans la Royal Navy, (National Maritime Museum, Greenwich, Londres).

L’Alcide fut intégré à la Royal Navy et devint le HMS Alcide. On ne sait pas exactement où il stationna entre sa capture et le début de l’année 1757, peut-être à Halifax, en Nouvelle-Ecosse. En février 1757, il était à Portsmouth. Le 4 avril, il fut confié au capitaine James Douglas. Le conflit se prolongeant, il participa aux opérations contre la France. En septembre 1757, il participa à l’attaque sur Rochefort dans l’escadre commandée par Edward Hawke (dix-sept vaisseaux de ligne, soixante-cinq transporteurs avec 10 000 soldats). L’expédition ayant été un échec, il rentra sur Spithead en octobre avec le reste de l'escadre. En février 1759, l’Alcide appareilla pour faire partie de l'expédition contre la ville de Québec dans l’escadre de Charles Saunders (plus de vingt vaisseaux, plus de vingt frégates, des dizaines de transporteurs avec 10 000 soldats).
Le 21 avril 1759, Sauders arriva à Louisbourg, port où devaient se regrouper les forces anglaises. Mais la place étant encore bloquée par les glaces, il dut aller mouiller à Halifax. La flotte reprit le chemin de Louisbourg en mai. Entre le 1er juin et le 6, les vaisseaux quittèrent Louisbourg pour Québec. Le 23 juin, Saunders rencontra la flotte de Durell à l’île aux Coudres puis remonta le Saint-Laurent. Le 26 juin, l’escadre anglaise jeta l’ancre au point sud de l’île d'Orléans, à quelques kilomètres de Québec puis les troupes furent débarquées. Après un long siège et une bataille terrestre la ville se rendit le 18 septembre. À la fin d'octobre, le vice-amiral Saunders quitta l’estuaire du Saint-Laurent avec sa flotte pour rentrer en Grande-Bretagne. Il laissa derrière lui le capitaine Colville avec un petit escadron incluant l’Alcide. Depuis le 22 septembre, le vaisseau avait un nouveau commandant, Thomas Hankerson.
En 1762 - après une première tentative en 1759 - l’Angleterre repartit à l’assaut de la Martinique. Le 5 janvier, une force de trente-trois navires, dont quatorze vaisseaux de ligne se présentât devant l’île pour y faire débarquer une troupe de 8 000 hommes. Elle était commandée par George Brydges Rodney. Parmi les vaisseaux se trouvait l’Alcide. Il faisait partie des trois bâtiments de 60-64 canons engagés dans l’opération. Le 12 février, la Martinique était entièrement sous contrôle anglais.
Cette opération à peine achevée, la plupart des navires furent regroupés pour être engagés contre Cuba. L’île était une possession espagnole (Londres et Madrid venait d’enter en guerre). Pour prendre cette position clé, divers renforts portèrent l’escadre anglaise à vingt-huit vaisseaux de ligne dont l’Alcide, toujours sous les ordres de Thomas Hankerson. Cette escadre était placée sous le commandement de George Pocock. Elle se présentât devant La Havane le 6 juin. La place capitula le 13 août, après un siège difficile.
Ce fut la dernière opération à laquelle participa l’Alcide. Avec le retour de la paix en 1763, il fut désarmé à Portsmouth. Il y resta neuf années. Le 27 mai 1772, presque vingt-neuf ans après son lancement, il fut vendu pour démolition pour 1 510 livres. Il avait traversé deux guerres, servit douze ans dans la Marine royale française et dix-sept ans dans la Marine royale anglaise.

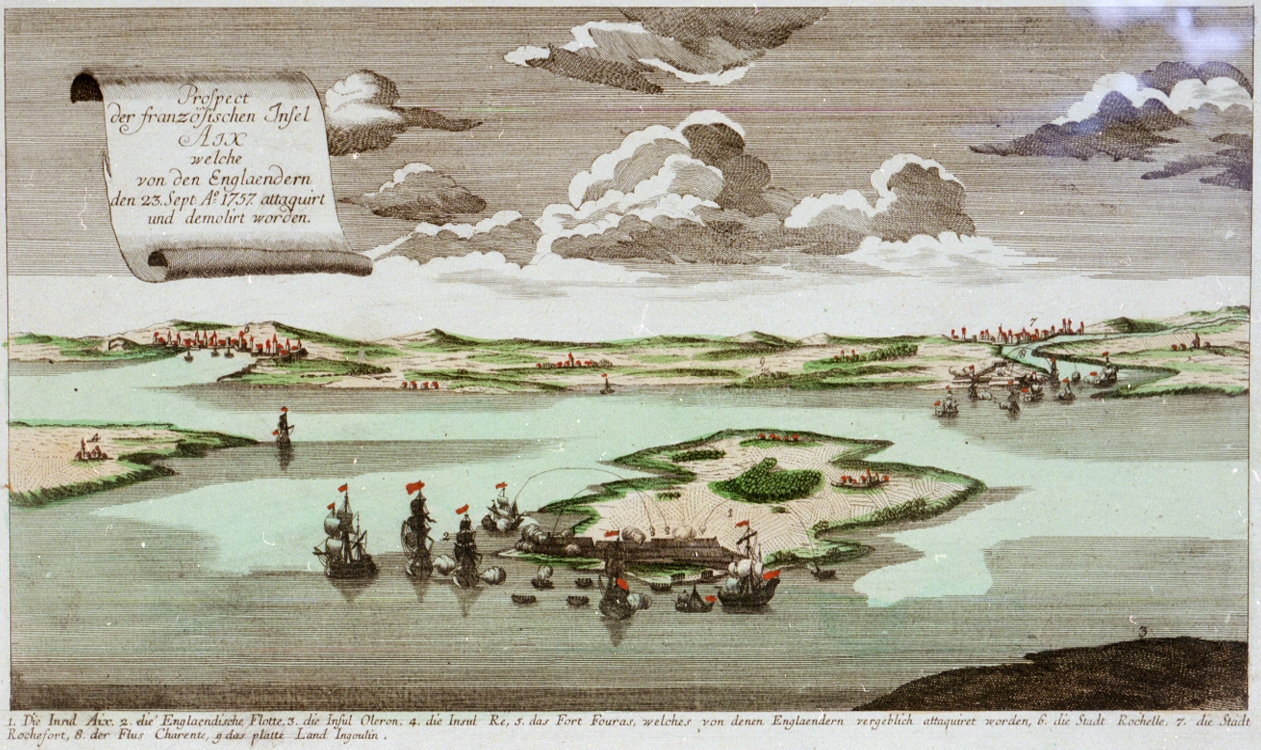
L’attaque de l’île d'Aix et de Rochefort en septembre 1757.
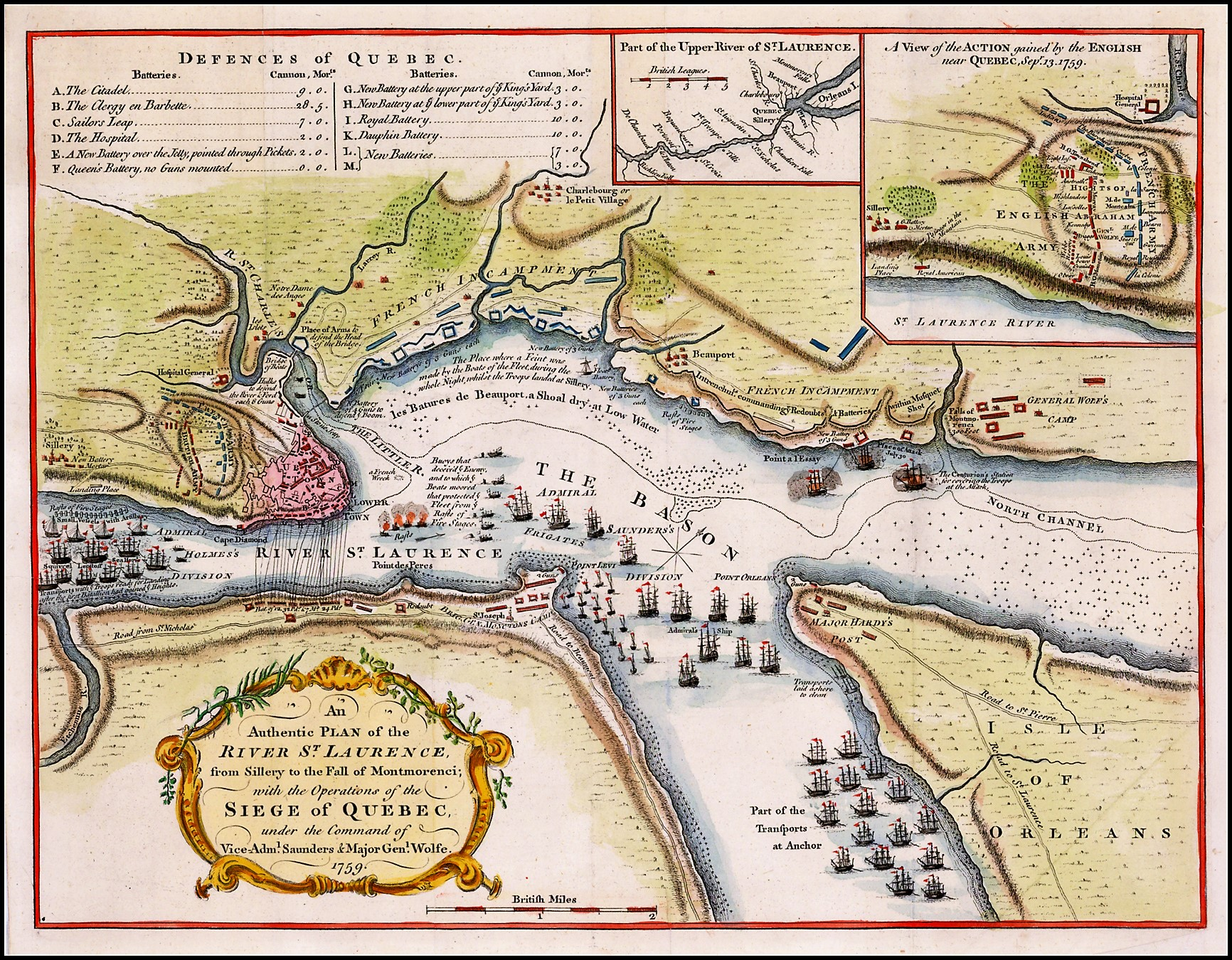
Plan du siège de Québec en 1759, avec les positions de la flotte anglaise.
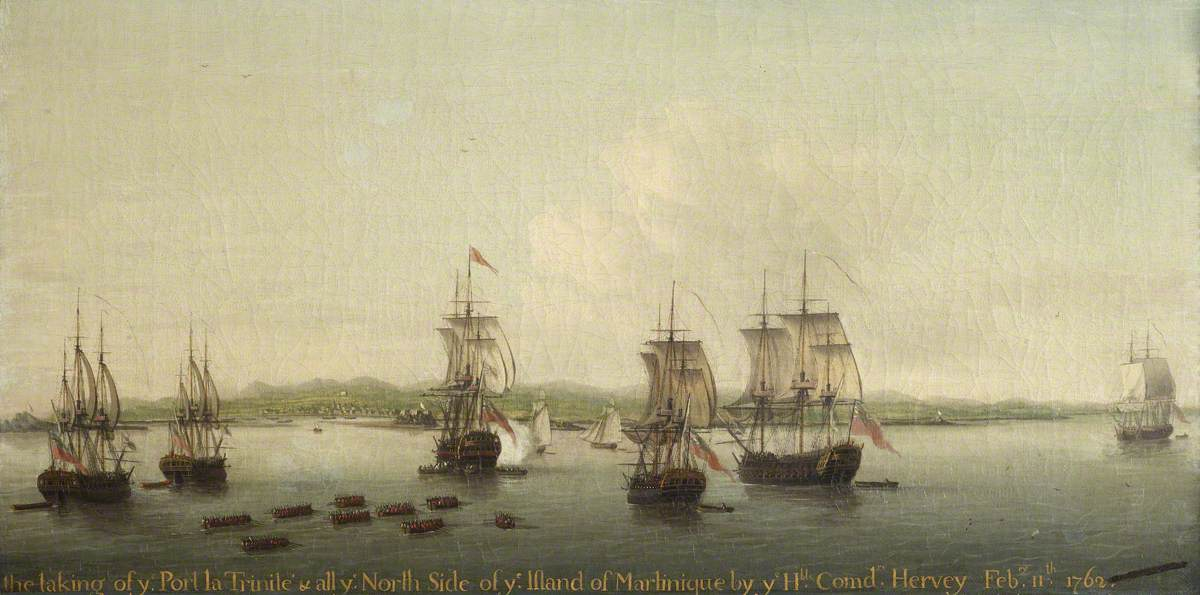
La prise de la Martinique, en février 1762.
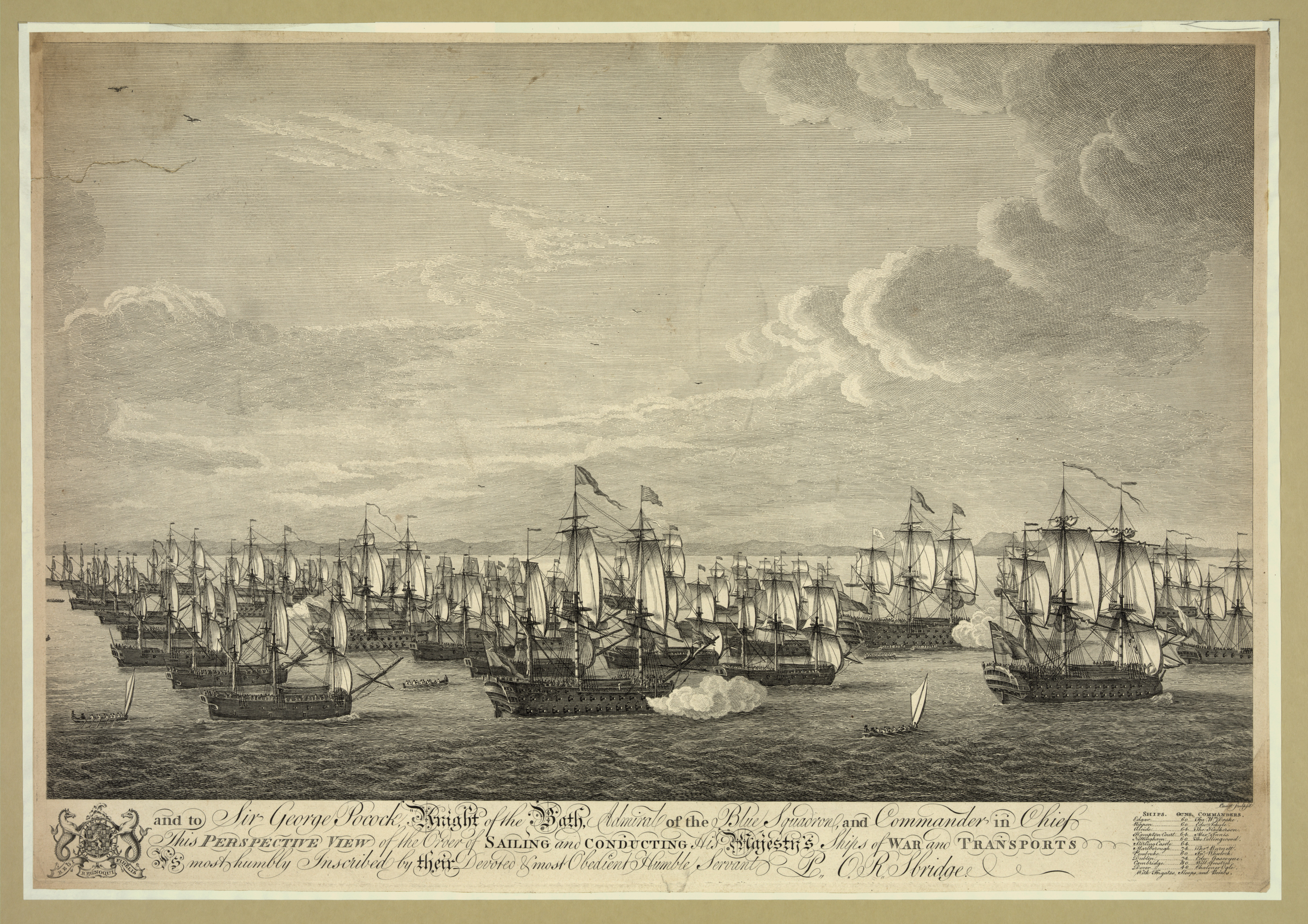
L’escadre de George Pocock en 1762, dont l’Alcide fit partie.
L’attaque de La Havane, en juin 1762, dernière opération à laquelle participa l’Alcide.